# Terance Mann
Terance Stanley Mann (Brooklyn, 18 ottobre 1996) è un cestista statunitense.
Ha giocato a basket al college per i Florida State Seminoles .

## Primi anni di vita e high school
Mann è nato a Brooklyn, New York, ma è cresciuto a Lowell, nel Massachusetts.  I suoi genitori sono di Santa Lucia.  La madre di Mann, Daynia La-Force , allenava il basket femminile a Rhode Island.  Ha giocato per la Tilton School nel New Hampshire. Alla Tilton School, ha segnato una media di 23,1 punti e 7,8 rimbalzi a partita da senior. Ha portato la scuola a un record di 31-5 e al campionato di classe AA della New England Preparatory School Athletic Conference. Mann era una selezione First Team All-NEPSAC.  Mann era una recluta a quattro stelle e firmò con Florida State, rifiutando offerte dall'Indiana, Boston College, Iowa, Maryland, Florida e West Virginia

## Carriera universitaria
Come matricola alla Florida State ha segnato una media di 5,2 punti in 17 minuti a partita giocando dietro Malik Beasley e Dwayne Bacon. È stato nominato capitano al secondo anno e ha fatto registrare 8,4 punti e 4,5 rimbalzi a partita. Ha avuto uno strappo muscolare all'addome e all'inguine nel primo turno del torneo NCAA 2017 ed è stato limitato quando i Seminoles hanno raggiunto l'Elite Eight.
Ha fatto registrare 12,6 punti, 5,4 rimbalzi e 2,6 assist a partita da junior.  Da senior, Mann ha segnato una media di 11,4 punti e 6,5 rimbalzi a partita. Ha portato la squadra a un record di 29-8 e agli Sweet Sixteen del torneo NCAA.  Ha concluso la sua carriera come terzo giocatore nella storia della scuola con oltre 1.200 punti, 600 rimbalzi, 200 assist e 100 palle rubate.

## Carriera professionistica

### Los Angeles Clippers (2019-oggi)
È stato selezionato con la 48ª scelta del Draft NBA 2019 dai Los Angeles Clippers.  Ha giocato per i Clippers nella NBA Summer League 2019.  Il 9 luglio 2019, i Clippers hanno annunciato di aver ingaggiato Mann.  Il 24 ottobre 2019, Mann ha fatto il suo debutto in NBA, uscendo dalla panchina vincendo 141-122 sui Golden State Warriors con un rimbalzo.  Il 18 marzo 2020, i Clippers hanno annunciato che Mann aveva subito un intervento chirurgico per riparare un legamento della mano destra.  Il 14 agosto 2020, in una partita contro gli Oklahoma City Thunder, Mann ha registrato un record di 25 punti, 14 rimbalzi e nove assist in 42 minuti.
Durante le semifinali della Western Conference, con Kawhi Leonard infortunato, Mann è stato inserito nella formazione titolare. In Gara 5, a circa un minuto dalla fine, Mann è entrato e ha schiacciato Rudy Gobert per concludere l'accordo e dare ai Clippers la vittoria in trasferta e la serie in vantaggio per 3–2. In Gara 6, Mann ha segnato 39 punti con 7 triple nella vittoria per 131-119, innescando una rimonta di 25 punti e portando i Clippers alle finali della Western Conference per la prima volta nella storia della franchigia.

## Statistiche

### NCAA
| Anno      | Squadra             | PG  | PT  | MP   | TC%  | 3P%  | TL%  | RP  | AP  | PRP | SP  | PP   |
| --------- | ------------------- | --- | --- | ---- | ---- | ---- | ---- | --- | --- | --- | --- | ---- |
| 2015-2016 | Fl. State Seminoles | 34  | 0   | 17,0 | 58,4 | 30,8 | 45,8 | 3,7 | 0,9 | 0,6 | 0,2 | 5,2  |
| 2016-2017 | Fl. State Seminoles | 35  | 34  | 25,0 | 57,6 | 30,4 | 66,3 | 4,5 | 1,7 | 1,0 | 0,2 | 8,4  |
| 2017-2018 | Fl. State Seminoles | 34  | 31  | 29,2 | 56,8 | 25,0 | 65,5 | 5,4 | 2,6 | 0,9 | 0,3 | 12,6 |
| 2018-2019 | Fl. State Seminoles | 37  | 36  | 31,7 | 50,5 | 39,0 | 79,0 | 6,5 | 2,5 | 0,7 | 0,3 | 11,4 |
| Carriera  | Carriera            | 140 | 101 | 25,9 | 55,2 | 32,7 | 67,0 | 5,1 | 1,9 | 0,8 | 0,2 | 9,4  |

#### Massimi in carriera
- Massimo di punti: 30 vs Georgia Tech (24 gennaio 2018)[1]
- Massimo di rimbalzi: 14 vs Oklahoma State (16 dicembre 2017)
- Massimo di assist: 8 vs Citadel (24 novembre 2017)
- Massimo di palle rubate: 4 (2 volte)
- Massimo di stoppate: 2 (7 volte)
- Massimo di minuti giocati: 42 vs Miami (27 gennaio 2018)

### NBA

#### Regular Season
| Anno      | Squadra       | PG  | PT  | MP   | TC%  | 3P%  | TL%  | RP  | AP  | PRP | SP  | PP   |
| --------- | ------------- | --- | --- | ---- | ---- | ---- | ---- | --- | --- | --- | --- | ---- |
| 2019-2020 | L.A. Clippers | 41  | 6   | 8,8  | 46,8 | 35,0 | 66,7 | 1,3 | 1,3 | 0,3 | 0,1 | 2,4  |
| 2020-2021 | L.A. Clippers | 67  | 10  | 18,9 | 50,9 | 41,8 | 83,0 | 3,6 | 1,6 | 0,4 | 0,2 | 7,0  |
| 2021-2022 | L.A. Clippers | 81  | 33  | 28,6 | 48,4 | 36,5 | 78,0 | 5,2 | 2,6 | 0,7 | 0,3 | 10,8 |
| 2022-2023 | L.A. Clippers | 81  | 36  | 23,1 | 51,9 | 38,9 | 78,0 | 3,4 | 2,3 | 0,5 | 0,3 | 8,8  |
| 2023-2024 | L.A. Clippers | 75  | 71  | 25,0 | 51,5 | 34,8 | 83,2 | 3,4 | 1,6 | 0,6 | 0,2 | 8,8  |
| 2024-2025 | L.A. Clippers | 37  | 12  | 19,8 | 44,6 | 34,7 | 71,9 | 2,9 | 1,6 | 0,8 | 0,3 | 6,0  |
| 2024-2025 | Atlanta Hawks | 30  | 1   | 22,7 | 54,1 | 38,6 | 66,7 | 3,1 | 2,1 | 0,6 | 0,1 | 9,8  |
| Carriera  | Carriera      | 412 | 169 | 22,1 | 50,2 | 37,2 | 78,1 | 3,5 | 1,9 | 0,6 | 0,2 | 8,1  |

#### Play-off
| Anno     | Squadra       | PG | PT | MP   | TC%  | 3P%  | TL%  | RP  | AP  | PRP | SP  | PP   |
| -------- | ------------- | -- | -- | ---- | ---- | ---- | ---- | --- | --- | --- | --- | ---- |
| 2020     | L.A. Clippers | 13 | 0  | 2,1  | 40,0 | 0,0  | -    | 0,5 | 0,1 | 0,1 | 0,0 | 0,3  |
| 2021     | L.A. Clippers | 19 | 6  | 19,9 | 51,9 | 43,2 | 71,4 | 2,7 | 0,7 | 0,5 | 0,3 | 7,6  |
| 2023     | L.A. Clippers | 5  | 0  | 26,6 | 57,6 | 47,4 | 66,7 | 3,2 | 2,2 | 0,8 | 0,2 | 10,6 |
| 2024     | L.A. Clippers | 6  | 6  | 31,2 | 41,3 | 45,5 | 100  | 5,0 | 1,8 | 0,0 | 0,0 | 9,3  |
| Carriera | Carriera      | 43 | 12 | 16,9 | 50,0 | 43,8 | 75,6 | 2,4 | 0,9 | 0,3 | 0,1 | 6,0  |

#### Massimi in carriera
- Massimo di punti: 39 vs Utah Jazz (18 giugno 2021)[2]
- Massimo di rimbalzi: 14 vs Oklahoma City Thunder (14 agosto 2020)
- Massimo di assist: 9 (2 volte)
- Massimo di palle rubate: 4 (3 volte)
- Massimo di stoppate: 3 (2 volte)
- Massimo di minuti giocati: 45 vs Cleveland Cavaliers (14 marzo 2022)

### G League
| Anno      | Squadra       | PG | PT | MP   | TC%  | 3P%  | TL%  | RP  | AP  | PRP | SP  | PP   |
| --------- | ------------- | -- | -- | ---- | ---- | ---- | ---- | --- | --- | --- | --- | ---- |
| 2019-2020 | A.C. Clippers | 20 | 20 | 35,0 | 53,2 | 32,1 | 77,8 | 8,7 | 6,4 | 1,1 | 0,2 | 15,5 |
| Carriera  | Carriera      | 20 | 20 | 35,0 | 53,2 | 32,1 | 77,8 | 8,7 | 6,4 | 1,1 | 0,2 | 15,5 |